# Elsje Christiaens

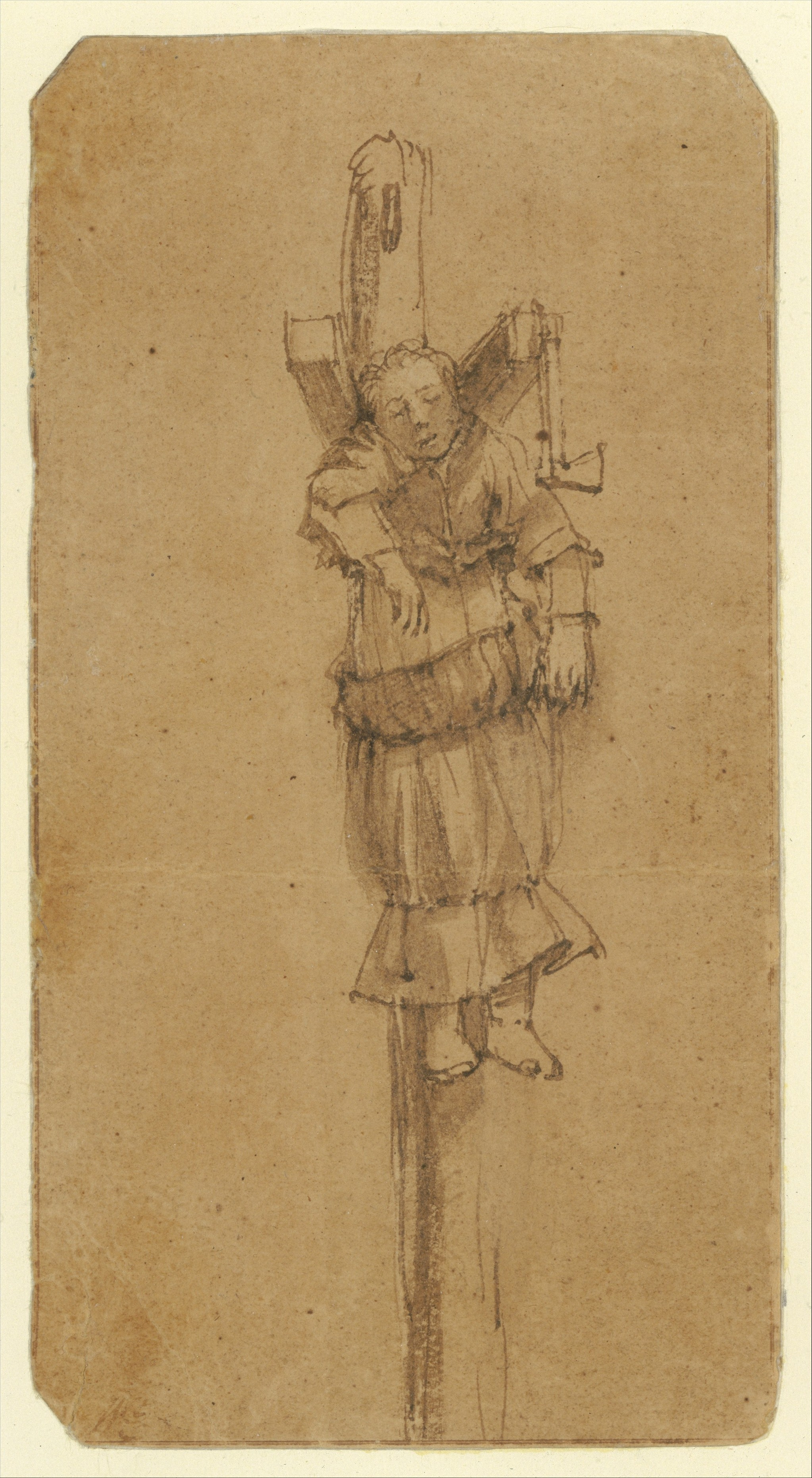
Tekening van Elsje Christiaens gemaakt door Rembrandt van Rijn.

Elsje Christiaens (Jutland, circa 1646 - Amsterdam, 1664) was een meisje dat in 1664 ter dood veroordeeld werd, omdat ze tijdens een ruzie haar huisbazin met een bijl had vermoord.

## Executie
Tijdens de openbare executie op de Dam, begin mei 1664, werd Christiaens gewurgd aan een wurgpaal. Haar vonnis luidde: 'Aan een paal geworgd te worden dat de dood erna volgt, en met dezelfde bijl waarmee zij de vrouw ter dood heeft gebracht enige slagen door de scherprechter op haar hoofd geslagen'. Vervolgens werd haar lijk naar het galgenveld (de Volewijk) aan de overzijde van het IJ gebracht om daar samen met de bijl opgehangen te worden om 'van de locht en 't gevogelte verteerd te worden.'
Het verhaal van Elsje Christiaens is tevoorschijn gekomen door het speurwerk van de Amsterdamse archivaris en historica Isa van Eeghen (1913-1996) naar aanleiding van twee tekeningen van Rembrandt, waarop Christiaens is afgebeeld. Op de tekeningen staat een levenloze vrouw, vastgebonden aan een paal op het Amsterdamse galgenveld Volewijk. Op grond van de tekentechniek hadden Rembrandt-deskundigen de tekeningen rond 1655 gedateerd. Van Eeghen heeft de exacte datum in het rechterlijk archief gevonden. Ze doorzocht 25 jaar confessieboeken. Volgens haar bevindingen kwam er slechts één ter dood veroordeelde vrouw in aanmerking en dat was Elsje Christiaens, de Deense dienstbode. Op grond van dit onderzoek kon zij de tekeningen dateren op begin mei 1664.
In 2016 noemde de gemeente Amsterdam een brug naar haar, de Elsje Christiaensbrug (brug 2474, voorheen brug 50), een verkeersbrug over het Buiksloterkanaal in de Tolhuisweg in Amsterdam-Noord.